# レンネル島沖海戦
レンネル島沖海戦は、太平洋戦争（大東亜戦争）の1943年（昭和18年）1月29日から30日にかけて、日本軍とアメリカ軍の間でおこなわれた海空戦。ガダルカナル島攻防戦の終盤、ガダルカナル島撤収作戦時にソロモン諸島レンネル島沖において発生した。
ガダルカナル島に接近中のアメリカ海軍巡洋艦部隊に、日本海軍のラバウル航空隊が空襲をおこなった。日本海軍の陸上攻撃機は、1月29日の夜間空襲と1月30日の昼間強襲により、重巡洋艦「シカゴ」を撃沈し駆逐艦「ラ・ヴァレット」を撃破した。この海戦でアメリカ軍は近接信管を使用した。

## 概要
水雷戦隊によるガダルカナル島からの撤退を企図してケ号作戦を発動した日本軍は、駆逐艦をショートランド諸島に集結させた。日本海軍の行動や艦艇の集結を「ガダルカナル島への増援作戦」と判断したアメリカ軍は、ガ島にむかう連合軍輸送船団の護衛を兼ねてロバート・C・ギッフェン少将が率いる第18任務部隊（護衛空母2隻、重巡3隻、大型軽巡3隻、駆逐艦8隻）を北上させた。また艦隊決戦に備えてハルゼー提督麾下の正規空母2隻や新鋭戦艦3隻を基幹とする任務部隊も出動した。
1月29日、日本軍の偵察機はサンクリストバル島南方を行動中の第18任務部隊を捕捉した。南東方面艦隊司令長官草鹿任一中将は第十一航空艦隊（ラバウル航空隊）の陸上攻撃機により、第18任務部隊への空襲を敢行した。第七〇五海軍航空隊と第七〇一海軍航空隊の陸攻合計31機による薄暮攻撃で、重巡シカゴに魚雷が命中し、同艦は曳航されて南方への退却をはじめた。日本側は3機を喪失し、攻撃隊指揮官檜貝襄治少佐が戦死した。
1月30日の攻撃は、第七五一海軍航空隊の一式陸上攻撃機 11機による昼間強襲となった。アメリカ軍は第18任務部隊の後方にいた空母エンタープライズ (USS Enterprise, CV-6) からF4F戦闘機を派遣した。対空砲火と空戦で一式陸攻7機を撃墜したが、重巡シカゴと駆逐艦ラヴァレットに魚雷が命中する。シカゴは沈没し、ラヴァレットは大破した。陽動作戦や日本陸海軍航空隊の活躍により、2月初旬に実施されたガ島撤収作戦（ケ号作戦）は成功した。日本側は本海戦を「レンネル島沖海戦」と名付け、華々しい大本営発表をおこなった。

## 経過

### 日本軍
1942年（昭和17年）12月31日、昭和天皇臨席の御前会議において大本営陸海軍部はガダルカナル島からの撤退を決定し、翌年1月4日に大本営は連合艦隊（司令長官山本五十六大将）と第八方面軍（司令官今村均中将）にガダルカナル島撤収作戦の実施を命じた。
第二艦隊や第三艦隊に所属する、第二水雷戦隊（司令官小柳冨次少将、1月21日付で伊崎俊二少将）、第三水雷戦隊（司令官橋本信太郎少将）、第四水雷戦隊（司令官高間完少将）、第十戦隊（司令官木村進少将、負傷により急遽小柳冨次少将に交代）より抽出した駆逐艦をブーゲンビル島南東端ショートランド泊地に集め、外南洋方面部隊（第八艦隊）が撤収作戦を担当。
南東方面部隊の基地航空部隊（第十一航空艦隊）や日本陸軍航空部隊が航空撃滅戦や上空直衛を担当、潜水艦部隊が偵察や敵増援阻止、連合艦隊の主隊はトラック泊地で待機し、支援部隊（第二艦隊司令長官近藤信竹中将）が機宜ガ島北方で陽動を兼ねた作戦支援をおこなう。
また日本軍の航空優勢を少しでも確保するため、ガダルカナル島のヘンダーソン飛行場やパプアニューギニアのポートモレスビー方面の飛行場を攻撃し、連合軍の航空兵力を減少させる事となった。
1月15日から日本軍航空部隊はガダルカナル島への夜間攻撃強化を企画、天候が回復した19日より撤収作戦終了までほぼ連夜に渡りヘンダーソン飛行場に対する爆撃をおこない、ポートモレスビーとラビへの夜間爆撃も同時に実施。1月25日からはヘンダーソン飛行場に対し航空撃滅戦を実施する。
1月25日に日本海軍が第一次航空撃滅戦を行い、零戦54機が誘導の一式陸攻18機とともにラバウルを発進、ブインで零戦22機が合流したが、天候不良で零戦18機と誘導の陸攻も引き返した。最終的に零戦58機でガ島上空に突入し、撃墜戦果7機を報じた。敵機の邀撃と悪天候によって陸攻1機と零戦4機が未帰還、零戦6機が不時着した。
1月27日に日本陸軍が第二次航空撃滅戦を実施。海軍の要請によりソロモン方面へ進出していた陸軍航空部隊のうち、飛行第11戦隊と飛行第1戦隊の一式戦「隼」69機、飛行第45戦隊の九九双軽9機がガ島に向かい、アメリカ陸軍第339戦闘飛行隊および海兵隊第112海兵戦闘飛行隊の戦闘機24機と交戦した。一式戦「隼」は6機を喪失し、撃墜7機を報告した。これ以降、ガダルカナル島に対する日本陸海軍航空隊の大規模攻撃は実施されず、夜間空襲や小数機による強襲にとどまった。
1月28日午前、撤収作戦の一環としてガ島北西のラッセル諸島を占領して大発動艇の拠点を確保するため、第三水雷戦隊司令官橋本信太郎少将麾下の駆逐艦6隻（警戒隊〈時津風、黒潮、白雪〉、輸送隊〈浦風、浜風、江風〉）がショートランド泊地を出撃した。日本陸海軍戦闘機隊は上空直掩を実施し、ヘンダーソン基地より来襲した連合軍機を迎撃する。小被害にとどまり、占領作戦は成功した。また「ケ」号作戦部隊強化のため、連合艦隊はトラック泊地の第一航空戦隊（瑞鶴、瑞鳳）から航空隊をラバウル方面に転用した。

### 連合軍
ガダルカナル島をめぐる激戦でアメリカ海軍も痛手を受けたが、戦力を急速に回復していた。1943年（昭和18年）1月の時点で南太平洋方面海軍司令官ウィリアム・ハルゼー・ジュニア中将の率いる主力艦艇は正規空母2隻、護衛空母2隻、新世代戦艦3隻、巡洋艦12隻、駆逐艦25隻、その内1月上旬から中旬にかけてソロモン諸島で活発に行動していたのはウォルデン・L・エインズワース少将が率いる第67任務部隊だった。
1月4日深夜から5日未明にかけてニュージョージア諸島（中部ソロモン諸島）のニュージョージア島西部ムンダ基地やコロンバンガラ島飛行場などに艦砲射撃をおこなった。その後、再び中部ソロモン諸島に進出し、1月23日深夜から24日未明にかけてムンダ基地とコロンバンガラ基地に艦砲射撃をおこない、飛行場建設を妨害した。ラバウル航空隊は第67任務部隊を捕捉できなかった。
1月下旬、連合軍はニューブリテン島ラバウルやブーゲンビル島ブイン（ショートランド諸島）に日本軍艦艇が集結したのを察知した。さらにガ島北方のオントンジャワ環礁で「日本軍の空母と戦艦部隊が行動している」との報告を受けた。連合軍上層部は「日本軍が第三次ソロモン海戦以来の大規模増援輸送作戦を実施しようとしている」と判断する。ガダルカナル島の海兵隊を交代させるため輸送船4隻を派遣する必要があったので、ハルゼー提督はギッフェン少将（旗艦「ウィチタ」）の護衛部隊に連合軍輸送船団の護衛と日本艦隊の南下阻止を命じ、指揮下の艦艇群を新鋭戦艦3隻（ワシントン、ノースカロライナ、インディアナ）を基幹とする戦艦部隊、高速の巡洋艦部隊、空母サラトガを中核とする任務部隊、空母エンタープライズを中核とする任務部隊、ロバート・C・ギッフェン少将の護衛部隊、計5つの部隊に分割した。
ギッフェン少将の護衛部隊（第18任務部隊）は、護衛空母2隻（シェナンゴ、スワニー）及び重巡洋艦3隻（ウイチタ、シカゴ、ルイビル）、大型軽巡洋艦3隻（クリーブランド、コロンビア、モントピリア）、駆逐艦8隻からなっていた。2隻の護衛空母（いわゆるジープ空母）は最高で18ノットしか出せず、高速巡洋艦の足を引っ張る結果となった。またギッフェン少将や麾下艦船はトーチ作戦から太平洋へ転属になったばかりで、日本軍の戦術に慣れていなかった。
1月27日、第18任務部隊はガダルカナル島にむかうアメリカ軍輸送船団を護衛するため、ニューヘブリディーズ諸島のエファテ島を出撃するが、護衛空母の速力不足に悩まされたためにギッフェン少将は駆逐艦2隻を護衛につけて護衛空母2隻を分離した。また第18任務部隊の後方約250浬には、正規空母（エンタープライズ、サラトガ）部隊や新鋭戦艦部隊が続航していた。
日本海軍は陽動のため第二艦隊司令長官近藤信竹中将が率いる機動部隊を南太平洋に派遣しようとしており、ハルゼー提督の注意は近藤艦隊に引きつけられていた。

## 航空戦

### 1月29日
1943年（昭和18年）1月30日に実施予定のガダルカナル島撤退作戦のため、日本海軍航空部隊はソロモン諸島周辺の索敵を強化していた。1月29日未明、ニューブリテン島ラバウルから一式陸上攻撃機7機、ショートランド諸島バラレ島から一式陸攻6機、ショートランド泊地から二式飛行艇2機が索敵のために発進した。同29日早朝、ショートランド諸島バラレ島を発進した第七五一海軍航空隊の偵察機（一式陸攻）が、サンクリストバル島の南で戦艦2〜4隻と巡洋艦3隻程度を基幹とする連合軍艦隊と輸送船団を発見した。これが第18任務部隊（重巡〈ウィチタ、ルイビル、シカゴ〉、大型軽巡〈クリーブランド、コロンビア、モントピリア〉、駆逐艦〈シャヴァリア、ラ・ヴァレット、コンウェイ、ウォーラー、テイラー、他1隻）と輸送船団であり、巡洋艦を戦艦と誤認したものと思われる。索敵機の報告には、地中海で行動しているはずのネルソン級戦艦2隻（ネルソン、ロドニー）も含まれていた。正確な情報を掴むため、バラレ島、ブカ島、ラバウルから陸攻が発進し、ショートランド泊地から飛行艇が発進した。
南東方面の日本海軍最高責任者である草鹿任一中将（南東方面艦隊司令長官、第十一航空艦隊司令長官兼任）は、隷下のラバウル航空隊で連合軍艦隊を攻撃することにした。草鹿長官は、第二十六航空戦隊隷下の第七〇五海軍航空隊と、第二十二航空戦隊隷下の第七〇一海軍航空隊の陸上攻撃機に出動を下令した。この艦隊攻撃のため、第三次航空撃滅作戦は実施できなくなる。また初の試みとして、海軍陸攻部隊の攻撃のタイミングが敵戦闘機の護衛がなくなる薄暮（太陽が没する直前）になるよう、わざと時間を遅らせて出撃することにし、夜間雷撃になる事も想定して選り抜きの搭乗員で編成。まず12時40分頃に第七〇一海軍航空隊（指揮官檜貝襄治少佐、海兵57期）の九六陸攻18機（他に照明隊6機）が順次離陸開始、編隊を整えて13時10分頃にラバウルを発ち、後から発進した第七〇五海軍航空隊（指揮官中村友男少佐、神戸商船学校出身現役士官）の一式陸攻16機（他に触接機１機）がイサベル島南方で檜貝編隊を追い越して先行している。
第18任務部隊は、ガダルカナル島ヘンダーソン基地の航空機活動圏内に入ろうと北上していた。日中は護衛空母から発進したF4Fワイルドキャットに守られていたが、戦闘機は日没が近づいたので後方の母艦部隊に帰投してしまった。このため陸攻の攻撃がはじまったとき、第18任務部隊は自艦の対空砲火で応戦するしか対抗手段がなかった。午後の時点で巡洋艦のレーダーは奇妙な機影を捉えていたが、無線封鎖中のため上空警戒機に連絡しなかったという。
午後2時以降、複数の日本軍索敵機がレンネル島北方50浬で第18任務部隊を視認する。この日の第18任務部隊は対潜警戒に適した陣形を形成していたので、空からの攻撃に対して万全ではなかった。七〇五空指揮官機が海面に消えかかった航跡を発見して敵艦隊を捕捉、日没後であったが闇を背に残光で明るい方向に雷撃する理想的条件で17時19分に雷撃を開始。奇襲に成功し対空射撃が開始されたのは雷撃直後であったが1機を失っている。この攻撃の直前に触接機は浮遊目標灯を投下しており、七〇一空の檜貝編隊はこの発射光および戦闘の火光を遠望して敵艦隊の位置を捕えた。近づくと七〇五空の雷撃を受けて燃える艦や蒸気を吹き上げる艦、自爆機と思われる海面の炎を確認したという（七〇五空の戦果は無かったとする説も有り）。すでに残光も消え暗夜となった17時40分、七〇一空の九六陸攻が照明弾下で雷撃を開始した。最初の攻撃で重巡洋艦ルイビル (USS Louisville, CA-28) に魚雷が命中したが、不発だった。つづいて旗艦ウイチタ（USS Wichita, CA-45）に魚雷が命中したが、不発だった。一方、撃墜された陸攻が重巡シカゴ (USS Chicago, CA-29) に体当たりし、火災が発生した。標的と化したシカゴに魚雷2本が命中し、今度は正常に起爆した。機関部にダメージをうけたシカゴは航行不能となる。ルイビルがシカゴの曳航を開始してエスピリトゥサント島に向かおうとしたが、速力4ノットしか出せない。ハルゼー提督の下令により曳船ナバホ (USS Navajo, AT-64) が曳航任務を交代することになった。また空母エンタープライズと、リー提督（旗艦ワシントン）の第64任務部隊が高速で進撃し、第18任務部隊の救援と掩護を開始した。
一連の薄暮攻撃で、日本軍は七〇五空が陸攻1機、七〇一空が指揮官機を含む陸攻2機を失った。日本側は「檜貝少佐は戦艦に激突した」と報告している。戦果報告は、戦艦1隻轟沈、巡洋艦2隻撃沈、他に戦艦や巡洋艦に魚雷命中というものだった。第六空襲部隊の戦闘概報では、沈没した戦艦2隻のうち1隻はネルソン級戦艦であった。

### 1月30日
日本軍は第八五一海軍航空隊の飛行艇で退却する第18任務部隊を監視していたが、一旦見失った。29日深夜になり一式陸攻が再発見し、午後11時50分まで触接した。基地航空部隊指揮官は第七五一海軍航空隊に第18任務部隊攻撃を命じたが、夜間攻撃は取止められた。
1月30日午前2時30分頃、伊26は敵駆逐艦から攻撃をうけた。同30日早朝、日本軍は再び第18任務部隊を発見した。上級司令部の連絡ミスや、戦機を失う恐れから、第二十一航空戦隊（司令官市丸利之助少将）および七五一空（司令小田原俊彦大佐）は零式艦上戦闘機の護衛なしでの昼間強襲を選択した。10時15分、ブカ島から七五一空の一式陸攻11機（指揮官西岡一夫少佐）が発進した。
午前10時にバラレを発進した陸攻1機は、12時50分に敵主力部隊を発見し触接を開始したが、13時40分頃より敵戦闘機と交戦し、消息を絶った。
第18任務部隊では、ナバホが合流して13時よりシカゴの曳航を開始した。14時6分、七五一空の陸攻11機は第18任務部隊を発見、攻撃を開始した。空母エンタープライズの直掩戦闘機などにより、雷撃前に陸攻2機が自爆した。被弾して炎上した陸攻1機がホノルル型巡洋艦に魚雷を投下しつつ体当たりを試みたが、海中に突入した。残りの陸攻8機が突入し、14時20分に雷撃を敢行する。重巡シカゴに魚雷4本を叩き込み、駆逐艦ラ・ヴァレット (USS La Vallette, DD-448) にも魚雷1本を命中させた。2日間の航空戦で計6本の魚雷が命中したシカゴは、まもなく沈没した。ラ・ヴァレットは曳船に曳航されてエスピリトゥサント島に向かった。
日本側は攻撃を終えた一式陸攻8機のうち2機が対空砲火で撃墜され、2機がF4Fに撃墜された。出撃した一式陸攻11機のうち合計7機を失い、バラレ基地に3機が帰投、ムンダに1機が不時着した。戦果報告は、敵機撃墜3、テキサス型戦艦1隻撃沈、ホノルル型巡洋艦1隻撃沈（ボストン型大巡1隻おおむね撃沈に訂正）というものだった。
またケ号作戦支援のため行動中の日本軍潜水艦のうち、近くにいた伊17、伊25、伊26、伊176の4隻が支援に向かった。同30日未明、伊26が敵駆逐艦に攻撃された（前述）。同30日午後、七五一空の空襲を遠望していた伊25が敵機に制圧され、さらに駆逐艦から約5時間にわたり爆雷を投下されたが、至近弾3のみで戦闘航海に支障はなかった。

## 結果

### 大本営発表
ラバウル航空隊の総合戦果報告は、戦艦2隻と巡洋艦2隻撃沈、戦艦2隻と巡洋艦2隻撃破、未帰還機10機だった。
1月29日の薄暮攻撃でラバウル航空隊は、ネルソン級戦艦を含む戦艦2隻と巡洋艦1隻を撃沈、テキサス型戦艦1隻と巡洋艦1隻に魚雷を命中させたと報告した。
1月30日の昼間強襲でラバウル航空隊は、テキサス型戦艦（ニューヨーク級）に魚雷5本が命中し、大火災になって沈没したと報告した。またホノルル型軽巡（ブルックリン級）もしくはボストン型重巡1隻（ボルチモア級重巡洋艦）も大火災を起こして艦尾が沈下したと報告した。
日本の大本営は『戦艦2隻、巡洋艦3隻撃沈、戦艦1隻、巡洋艦1隻中破、戦闘機3機撃墜、味方損害10機』（2月1日発表では、戦艦2隻撃沈、巡洋艦2隻撃沈、戦艦1隻中破、巡洋艦1隻中破）と大本営発表を行った。
嶋田繁太郎海軍大臣がレンネル島沖海戦の戦果を帝国議会で高らかに報告するなど、日本海軍は真珠湾攻撃に次ぐ大勝利を信じていた。だが軍令部ではアメリカ側の発表から、沈んだのがシカゴであると察していた。さらに戦後になって本当の戦果と戦闘状況が判明し、関係者は衝撃を受けたという。奥宮正武（レンネル島沖海戦時、第二航空戦隊参謀）は「檜貝少佐が生還していれば、あのような過大戦果は報告しなかっただろう」と回想している。

### 影響
アメリカ軍は重巡洋艦1隻沈没、駆逐艦1隻大破の損害を受けたが、輸送船団は無事にガダルカナル島に到着できた。次の輸送船団も2月4日に無事ガ島に到着した。空母2隻（エンタープライズ、サラトガ）と新鋭戦艦3隻を中核とする大艦隊は、オントンジャワ環礁付近で行動中の日本艦隊に備え、ソロモン諸島南方で待機した。
日本側も1月31日午前9時に第二艦隊司令長官近藤信竹中将（旗艦「愛宕」）が率いる前進部隊
- 本隊：第四戦隊《旗艦 愛宕、高雄》、第五戦隊《妙高、羽黒》、第三戦隊《金剛、榛名》
  - 警戒隊（第二水雷戦隊司令官）：神通、阿賀野、長良、第十五駆逐隊《陽炎》、第九駆逐隊《朝雲》、第二十七駆逐隊《時雨》、第二十四駆逐隊《涼風》、《大波、初雪、敷波、嵐、五月雨》
  - 航空部隊（第二航空戦隊司令官）：《隼鷹、瑞鳳》
  - 特別任務隊（第四水雷戦隊司令官）：第二駆逐隊《村雨、春雨》、第十九駆逐隊《磯波、浦波》、第六駆逐隊《雷、電》、《峯雲、有明、夕暮、野分、親潮、長波》
  - 補給部隊：日本丸、健洋丸

がトラック泊地を出撃し、牽制行動をおこなった。
日本軍はガダルカナル撤退を察知されることなく、レンネル島沖海戦によりアメリカ軍巡洋艦部隊の北上を阻止した。そして作戦開始日を1日延期して、2月1日より第十七軍のガ島撤収作戦を開始した。この日、日本陸軍の一〇〇式司令部偵察機がサボ島付近で巡洋艦3隻をふくむ敵水上部隊を発見した。そこでブーゲンビル島ブインから第五八二海軍航空隊（司令山本栄大佐）の九九式艦上爆撃機15機が発進し、五八二空の零戦21と瑞鶴派遣零戦20に掩護されて出撃した。艦爆隊はガ島北方のシーラーク水道で巡洋艦3隻と駆逐艦3隻を攻撃して、巡洋艦1隻を撃沈、巡洋艦1隻に損傷を与え、敵機16（未確実3）を撃墜したと報告する（ガ島地上の海軍参謀は駆逐艦3隻撃沈、駆逐艦1隻大破と連絡）。艦爆5、零戦4が失われた。
連合軍側によれば日本軍航空機 21機を撃墜し、駆逐艦ド・ヘイヴン (USS De Haven, DD-469) が沈没、駆逐艦ニコラス (USS Nicholas, DD-449) が損傷、同行していた高速輸送艦ストリングハム (USS Stringham, APD-6) および6隻の戦車揚陸艇は無事だった。
また七五一空の陸攻がレンネル島東方で巡洋艦部隊を発見し、日本側は薄暮攻撃を敢行しようとしたが、悪天候で捕捉できなかった。
この戦闘を含めてガ島撤収までの海空戦を日本側はイサベル島沖海戦と呼称した。誤認戦果は別にして、レンネル島沖海戦を含めて日本陸海軍航空隊の活動により連合軍の航空部隊や水上部隊の行動に制約が生じ、結果としてガダルカナル島撤収作戦の予想外の成功につながった。

### 注
1. ↑  第二十一航空戦隊司令官で、1月30日の陸攻昼間強襲を命じた[1]。
2. ↑  1月29日に攻撃をおこなった第七〇一海軍航空隊の陸攻部隊指揮官[2]。戦死[3]。
3. ↑  1月29日に攻撃をおこなった第七〇五海軍航空隊の陸攻部隊指揮官[2]。
4. ↑  1月30日に攻撃をおこなった第七五一海軍航空隊の陸攻部隊指揮官（七五一空の飛行隊長）[4]。
5. ↑  〔 ○先遣部隊(二九-二二三三)作272号[5]　敵ヲ見ザレバ、各艦三十日黎明左ノ配備ニ在ル如ク行動セヨ。乙散開線、北ヨリ伊176、17、26、25。B散開線、北ヨリ伊1、16、11、20、32、11(ﾏﾏ)潜。／○先遣部隊(二九-二〇一一)作271号　伊167(ﾏﾏ)潜「ケミム15」、伊17潜「ケムメ」12附近ニ至リ、敵損傷艦ヲ捜索撃滅セヨ。〕
6. ↑  〔 ○先遣部隊(三〇-一六〇二)作274号[6]　伊176潜「ケヤモ36」、伊25潜「ケヤヤ17」(A2散開線)、伊17潜「ケモモ13」、伊26潜「ケモモ37」(A3散開線)ニ就キ、一八〇〇～一四〇度方向ニ索敵進撃セヨ、SP.16k。〕
7. ↑  29日の薄暮攻撃で檜貝少佐を含む陸攻3機を喪失[3]。30日の昼間強襲で、対空砲火とF4F戦闘機の邀撃で陸攻7機を喪失[7]。
8. ↑  護衛空母2隻は低速のため駆逐艦2隻と共に分派されており、陸攻には襲撃されていない[18]。
9. ↑  南東方面部隊司令長官草鹿任一中将は第十一航空艦隊司令長官を兼任し[21]、南東方面部隊指揮官として外南洋部隊（指揮官三川軍一第八艦隊司令長官）を隷下に置く[22]。
10. ↑  (昭和18年2月1日午前10時、大本営発表)[33]〔 帝国海軍航空部隊は一月二十九日ソロモン群島レンネル島東方に有力なる敵艦隊を発見、直ちに発進、悪天候を衝き之を同島北方海面に捕捉し、全力を挙げて薄暮攻撃を敢行、敵兵力に大打撃を与へたり。敵は我が猛攻を受くるや倉皇として反転南東方面に遁走せんとせしが翌三十日更に我が海軍航空部隊は昼間強襲を決行し、之に大損害を与へ敵の反転企図を破摧せり。本日迄に判明せる戦果及我が方の損害左の如し／戦果　戦艦二隻撃沈　巡洋艦二隻撃沈　戦艦一隻中破　巡洋艦一隻中破　敵戦闘機三機撃墜　　損害　自爆七機、未帰還三機　註　本海戦をレンネル島沖海戦と呼称す 〕
11. ↑  一、ソロモンの血戰つゞく　(5)輝くレンネル島沖海戰[34]　ソロモン群島方面において晝夜を分たず熾烈なる戰闘が行はれてゐるが、二月一日わが大本營では左のごとき輝やかしい新戰果を發表した。
帝國海軍航空部隊は、一月二十九日ソロモン群島レンネル島東方に有力なる敵艦隊を發見、直ちに進發、惡天候を衝きて之を同島北方海面に捕捉し、全力を擧げて薄暮奇襲を敢行、敵兵力に大打撃を與へたり、敵はわが猛攻を受くるや愴惶として反轉、南東方に遁走せんとしたが、翌三十日更にわが航空部隊は晝間強襲を決行し、之に大損害を與へ敵の反撃企圖を破摧せり、本日までに判明せる戰果及びわが方損害左の如し。【戰果】戰艦二隻撃沈、巡洋艦三隻撃沈、戰艦一隻中破、大型巡洋艦一隻中破、戰闘機三機撃墜(わが損害―自爆七機、未帰還三機)
一月二十九日わが索敵機はレンネル島東方洋上において少くも戰艦三隻、巡洋艦四隻以上より成る敵艦隊がガダルカナル島方面に向かって西北に針路をとり航進中を發見したので、直ちにそれを報告するとゝもに大敵發見に勇躍する海軍航空部隊の發進を誘導、有力なる海鷲部隊は數日來の荒天を衝きて、薄暮敵艦隊上空に殺到した。敵は事故の制空權下にあると誤認した同方面に、わが荒鷲が襲來するとは夢にも思はず、戰艦群を中心に悠々と北進をつゞけてゐたものであるが、わが壮烈なる猛攻は忽ちにして戰艦一隻轟沈、巡洋艦二隻撃沈、その他戰艦一隻、巡洋艦一隻を中破せしめた。
殊にその日は攻撃隊の指揮官旗は熾烈なる防禦砲火を冒して敵戰艦に魚雷發射をしたが、發射直後敵彈のため機體を損傷し基地歸還不可能と知るや機首を立直すとみるやその戰艦の艦橋を目がけて猛然撃突して散華、自ら發射した魚雷に加へ壮烈身をもって敵戰艦撃沈のとゞめを刺したのであった。
かくて敵艦隊は虚を衝かれての猛攻に惨憺たる陣型をもって、日もやうやく暮れ切った南海の闇に紛れて蹌踉として反轉、遁走せんとしたのであった。しかし翌三十日にわが部隊は引きつゞき索敵につとめ、レンネル島東方に再び發見攻撃を續行した。この日は敵艦隊上空をグラマン戰闘機二十機が直衛してゐたので、これと猛烈な空中戰を交へ、うち三機を撃墜、前日の戰闘ですでに損害をうけてゐた敵戰艦に魚雷數本を叩き込むや忽ちにして猛火を發し、右舷に三十度傾斜後大爆發を起して沈没、さらに巡洋艦一隻をも撃沈したのであった。
今回レンネル島附近に現はれた敵は第三次ソロモン海戰に出撃して來たものに匹敵する大部隊で恐らくハルゼー麾下の西南太平洋艦隊の主力をすぐって出撃したものと見られてゐるが、その出撃企圖はソロモン方面の敵海上勢力を補強し、進んでわが方に反撃を企てんとしたものであるが、敵はソロモン南方海面が自分の制空權下にあると同時に制海權をも手中に収めてゐるものと誤認し、あまつさへ數日來の荒天にわが航空部隊の襲撃をうけるなどとは夢想だにせず、悠然と航進してゐたものであり、これがわが方の果敢な攻撃が敵の意表を衝く完全な奇襲となり、戰史に稀に見る大勝となったものである。
12. ↑  山本長官直率部隊。大和型戦艦大和（連合艦隊旗艦）や長門型戦艦陸奥など。
13. ↑  軽巡ナッシュビル、セントルイス、ヘレナ、アキリーズ、ホノルル、駆逐艦フレッチャー、オバノン、ニコラスなど。
14. ↑  〔 ○バラレ飛行場751空指揮官(二九-一五〇〇)概報第一号ノ一　B区哨戒索敵[81](中略)戦艦ノ中二隻ニ「ネルソン」型、他ハ艦型不詳。[行間書込］コノ出所不明ナリ、敵通信ハスベテ米通信法ニシテ英艦現レズ。独伊報ニテハ「ネルソン」型二隻トモ一月二十日「ジブラルタル」ヲ出港、地中海ニ入ルトアリ、「ネルソン」型ハ軽巡ノ見誤リナルベシ。。一一二〇「レンネル」島上空ニ敵「グラマン」戦闘機三ヲ認ム。一四一五触接ヲ確保中。天候概曇、視界30粁。〕[82]。
15. ↑  〔 ○伊26潜(三〇-〇三三二)[100]　〇二二七敵駆逐艦ノ制圧ヲ受ク、敵針概80°Sp.12k「ケマム47」。〕
16. ↑  〔 一〇一〇敵ノ位置南緯一一度七分東経一二六度四二分、針路一二〇度速力四乃至六節「テキサス」型戦艦一隻、大巡五隻、軽巡二隻、駆逐艦五隻、戦艦ハ油ヲ曳キツツ曳航サレアル模様 〕[82]。
17. ↑  〔 大前参謀(二-二五談)[101]三〇日ノ航空攻撃ハ南東方面艦隊司令長官トシテハヤリ度クナカツタガ、午前索敵ニテ損傷艦ヲ発見シタノデ第二十一航空戦隊ニ雷撃待機ヲ命ジタトコロ、二十一航戦司令官ハ技量ガ夜間飛行ヲヤルマデニナツテオラヌカラトテ、南東方面艦隊司令長官ノ薄暮攻撃ノ命令出ヌウチニ準備出来次第発進セシメタ。当時「ブカ」方面雨上リニテ雷装ノマヽ皈着出来ヌトテ其儘第二十一航戦ノ処置ヲ黙認シタコトニナツタ。〕
18. ↑  〔 ○第一空襲部隊(三〇-二〇二五)速報[106]　一月三十日、751空陸攻一一機、一四二〇「ケモヤ21」ニテ敵艦隊ヲ攻撃(?)セリ。一、戦果(搭乗員ノ確認セシモノ)「テキサス」型戦艦一〔行間書込〕二十九日損傷セルモノ　水[空白](?)五確認、雷撃直後全艦猛火ニ包マレ、右舷ニ30°傾斜(間モナク沈没セルコト確実ト認ム)。「ホノルル」型巡洋艦一〔行間書込〕「ボストン」型ニ訂正、全艦猛火ニ包マレ艦尾沈下浸水ス(間モナク沈没確実ト認ム)。空戦ニヨリG[グラマン]戦三機撃墜(確実)。〔余白書込〕○「ガ」島敵機ハ「シカゴ」型ガ九機ノ雷撃ヲウケツツアリト通信シタリ。／二、被害　未皈還七機(内五機自爆確実)、被弾四機。／〔余白書込〕◎何故艦戦ヲ直衛ニ附セザリシヤ、残念ナリ。攻撃取止メト令シタリトテ、ヤリツパナシタルワケデモアルマイ。戦艦ノ一隻位ト七機トノ相打チハ大損害ノ様ナ気ガスル。〕
19. ↑  〔 ○基地航空部隊(三一-一三四五)一月二十九日、三十日敵艦隊雷撃成果[107]　一、戦果(括弧内命中雷数)(ｲ)二十九日　戦艦一(6～7)轟沈、大巡一(4)撃沈、大巡一(不明)撃沈、戦艦一(2)損傷、戦艦一(1)損傷、大巡一(1)損傷。(ﾛ)三十日　テキサス型戦艦一(5)撃沈、ボストン型大巡一(不明)撃沈〔行間書込〕速報「ホノルヽ」型トアリシモノ。「ボストン」型ハ未ダ進出シテヰナイ算アリ。／二、我損害　陸攻、自爆七、未皈還三。／三、戦艦中ニハ大巡アルヤモ知レズ。三十日撃沈戦艦ハ前日ノ損傷艦ナリ。〕
20. ↑  〔 ○伊25潜[110]、一七〇〇推定位置「ケメヤ55」、一四三〇味方機ノ攻撃ヲ遠望セシモ、途中敵機ノ制圧四回ヲ受ケ未ダ敵ヲ見ズ(先遣部隊三〇-一七〇〇)。〕
21. ↑  〔 ○第二潜水隊(三一-〇一二〇)[111]　一、伊25潜、一九五五「ケヤユ19」ニテ至近距離ニ敵駆逐艦二ヲ発見、潜航後約五時間、爆雷攻撃制圧ヲ受ケ、至近弾三、戦闘航海ニ差支ナシ。／二、当方面「スコール」多ク夜間ノ視界極メテ不良ナリ。〕
22. ↑  〔 ○第六空襲部隊(三一-〇七五五)概報[113]　一月二十九日ガダルカナル南方海面ニ出現セル敵主隊ニ対スル当隊薄暮攻撃綜合戦果／一、轟沈セルモノ　戦艦一(705空魚雷4～5本、701空2本命中)。撃沈セルモノ戦艦一(705空魚雷1～2本、701空4本命中)、右戦艦ノ一隻ハ「ネルソン」型。巡洋艦一(705空魚雷命中)。大破損ヲ与ヘシモノ　戦艦一「テキサス」型(705空魚雷1～2本命中)、巡洋艦一(701空魚雷一命中)。／二、被害　701空、自爆一、未皈一。705空、未皈一、機上戦死一名。〕
23. ↑  〔 レンネル島沖海戰　海の荒鷲二日間に亘り強襲敵有力艦隊の反攻を撃破　帝國海軍航空部隊は十八年一月廿九日ソロモン群島レンネル島東方に有力なる敵艦隊を發見、直ちに進發し惡天候を衝きてこれを同島北方海面に補足し全力を擧げ薄暮奇襲を敢行、敵へ威力に大打撃を與へた。　敵はわが猛攻を受くるや倉皇として反轉、南東方に遁走せんとせしが翌三十日更にわが海軍航空部隊は晝間強襲を結構し、これに大損害を擧へ敵の反撃企圖を撃碎した。本海戰に於て敵戰艦二隻撃沈、巡洋艦三隻撃沈、戰艦一隻中破、巡洋艦一隻中破、戰闘機三機撃墜の大戰果を擧げた。わが方の損害は自爆七機、未帰還機三機である。寫真は堂々晝間強襲決行のわが海の荒鷲、林海軍報道員撮影、海軍省許可濟第三二號 〕
24. ↑  〔 ○七〇一空(三〇-一四四〇)一月二十九日「ガ」島南方敵艦隊ニ攻撃ヲ実施(中略)[1]［行間書込]　二-一〇一八ノ米発表ニヨリ二十九日甲巡大破、三十日曳航中ヲ撃沈サレシハ「シカゴ」(甲巡)ナリト云フ。(以下略) 〕